# Orașul gravat
Orașul gravat (titlul original The Etched City) este romanul de debut (și singurul publicat până acum) al autoarei australiene Kirsten Jane Bishop. A fost publicat mai întâi de editura Prime Books în 2003 (având coperta realizată grafic chiar de autoare), apoi de Tor / Pan Macmillan UK (2004 și 2005) și Bantam Spectra (2004). În România, romanul a apărut în 2006 la editura Tritonic în traducerea lui Mihai Samoilă și Mircea Pricăjan. 

## Analiză
Romanul are o atmosferă gotică de tipul celei întâlnite în lucrările lui China Miéville, având ca fundal o societate tehnologică la nivelul erei victoriene. Cititorul află povestea a doi buni prieteni, Raule - un vindecător și Gwynn - un vânător de recompense, care fug din Ținutul de Aramă, urmăriți de Armata Eroilor. Ajungând în orașul Ashamoil cu gândul să înceapă o nouă viață, dau peste necazuri nebănuite. 
Personajele sunt bine creionate, iar decorul este bine descris, dând impresia unei lumi moderne aruncată în Vestul Sălbatic. Spitalul din Ashamoil, locul de muncă al lui Raule, pare mai degrabă să aparțină secolului 19, cu un personal medical parcă desprins din romanele englezești de epocă. Aici se petrec tot felul de lucruri ciudate: o fată naște un crocodil cu cap de om, iar laboratorul lui Raule este o adevărată Cameră a Ororilor. Gwynn, având un trecut sumbru în ciuda faptului că pare un om de treabă, se alătură unei familii mafiote de felul celor la modă în America anilor '60. 
Întreaga poveste este un amestec bizar de teme: personajele au un discurs poetic, străzile sunt bântuite de culte religioase obscure, iar spițerii vând otrăvuri ca în evul mediu. Dacă adăugăm la toate acestea o serie de crime misterioase și opere de artă care prind viață, începem să pătrundem în lumea suprarealistă descrisă de K. J. Bishop.

## Apariții
- 2003 (februarie), editura Prime Books, coperta de K. J. Bishop
- 2004, editura Tor / Pan Macmillan UK
- 2004 (decembrie), editura Bantam Spectra, coperta de Paul Youll
- 2005 (februarie), editura Tor / Pan Macmillan UK

## Recenzii
- William Thompson (2003) în Interzone, #190 iulie-august 2003
- Faren Miller (2003) în The New York Review of Science Fiction, iulie 2003
- James Sallis (2003) în The Magazine of Fantasy & Science Fiction, august 2003
- Gahan Wilson (2003) în Realms of Fantasy, octombrie 2003
- Greg Beatty (2003) în The New York Review of Science Fiction, decembrie 2003
- Sue Thomason (2004) în Vector 235
- John C. Bunnell (2004) în Amazing Stories, decembrie 2004
- Vector 241 [2]

## Nominalizări și evaluare
- 2003 - nominalizare la premiul Aurealis pentru roman fantasy [3]
- 2004 - locul 3 în lista Locus a celor mai bune romane de debut [4]
- 2004 - nominalizare la premiul World Fantasy pentru cel mai bun roman [5]